# Саджади, Реза
Сейед Махмуд Реза Саджади (перс. سيد محمود رضا سجادي‎; 4 июня 1960) — иранский государственный деятель, учёный, организатор науки, дипломат. С 2009 по 2013 год — Чрезвычайный и полномочный посол Исламской Республики Иран в Российской Федерации. Вручение верительных грамот Сейедом Махмудом Резой Саджади президенту России Дмитрию Медведеву состоялось в январе 2009 года.

## Биография
Сейед Махмуд Реза Саджади родился 4 июня (14 Khordad 1339 солнечной Хиджры) 1960 года в Тегеране. Закончил отделение инженерной электроники Тегеранского университета и Высшие курсы управления. Получил степень бакалавра в области электроники в Тегеранском университете и степень магистра в области управления.
С мая 1983 года основал и возглавил Бюро по технологическому сотрудничеству при аппарате Президента Исламской Республики Иран.
С июля 2003 года до настоящего времени является членом Совета попечителей Исследовательского Центра полимеров и нефтехимии Ирана.
С сентября 2003 года до настоящего времени — директор Специального Штаба по развитию нанотехнологий.
С ноября 2005 года до настоящего времени — член Совета управляющих Компании по иностранным инвестициям Ирана.
С мая 2007 года до настоящего времени является членом Стратегического Совета Центра научных исследований и современных технологий Свободного Исламского Университета.
Занимал должности советника по технологиям президента Хашеми Рафсанджани и президента Мохаммада Хатами, секретаря — директора «Национальной инициативы нанотехнологий». Отвечал за сотрудничество в области передовых технологий между Ираном и такими странами, как Россия, Малайзия, Австрия, Германия, Сирия, Индия и Украина. Член правления «Иранской компании иностранных инвестиций» и «Иранской компании общественной безопасности».
С 2009 года — на дипломатической работе, полномочный посол Исламской Республики Иран в России, оставался в этой должности до 20 октября 2013 г.
С 2018 года — в отставке.
Женат, имеет двоих детей. Владеет русским, английским и арабским языками.

## Профессиональная деятельность
С мая 1983 года основал и возглавил Бюро по технологическому сотрудничеству при Президенте Исламской Республики Иран, в задачи которого входило:
— руководство более чем 200 проектами технологического развития в нефтегазовой, биотехнологической, сельскохозяйственной, аэрокосмической и медицинской областях, а также в области морской промышленности, композитных материалов и т. д.;
— руководство сотрудничеством в области современных технологий с такими государствами, как: Австрия, Германия, Индия, Россия и Украина;
— формирование центров научной мысли в важнейших областях промышленности;
— создание сети организаций, объединяющей иранских аналитиков в сфере технологий;
— внедрение цивилизованных методов при проведении научных исследований в стратегических областях промышленности, таких как: морская промышленность, биотехнологии, нефтегазовая отрасль и нанотехнологии;
— оказание поддержки при создании более чем 10 организаций, занимающихся промышленным и технологическим развитием, в частности, Организации производителей нефтяного оборудования;
— оказание помощи при создании или развитии более чем 40 инженерно-проектных компаний, специализирующихся в области современных технологий.

## Научная деятельность
В течение 26 лет занимался научно-исследовательской деятельностью и выступал с многочисленными докладами, посвящёнными таким областям, как:
— политика в области развития науки и технологий;
— промышленное и технологическое развитие нефтяной, газовой и нефтехимической отраслей и национальная стратегия в газовой области;
— развитие био- и нанотехнологий;
— развитие морской промышленности;
— контакты между Университетами и промышленностью.